# Wellington Silva (football, 1987)
Wellington da Silva de Souza est un footballeur brésilien né le 27 mai 1987.